# Combi (Supermarkt)

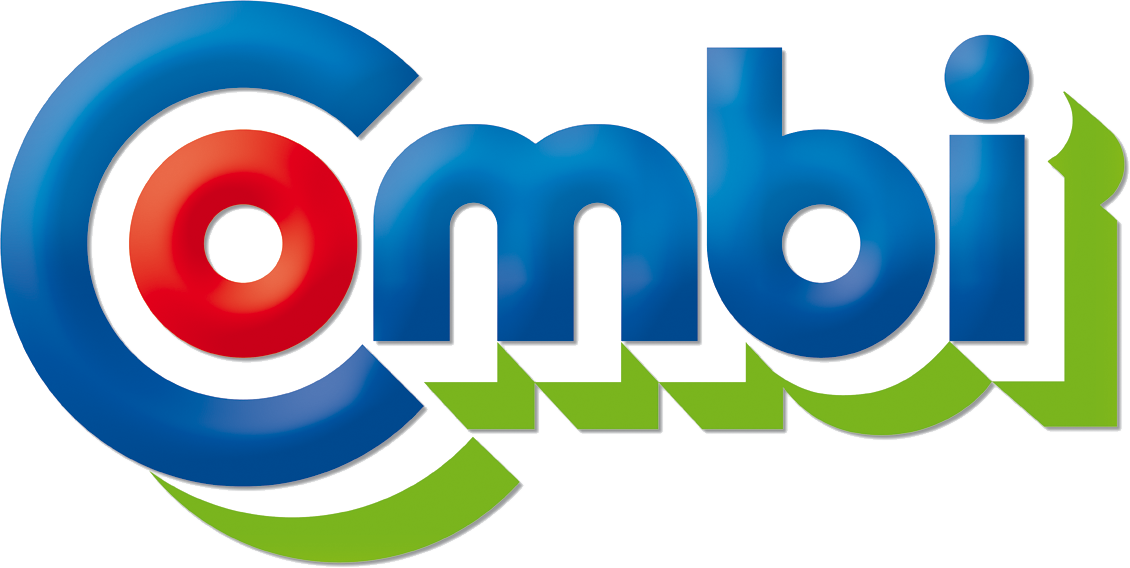
Ehemaliges Logo

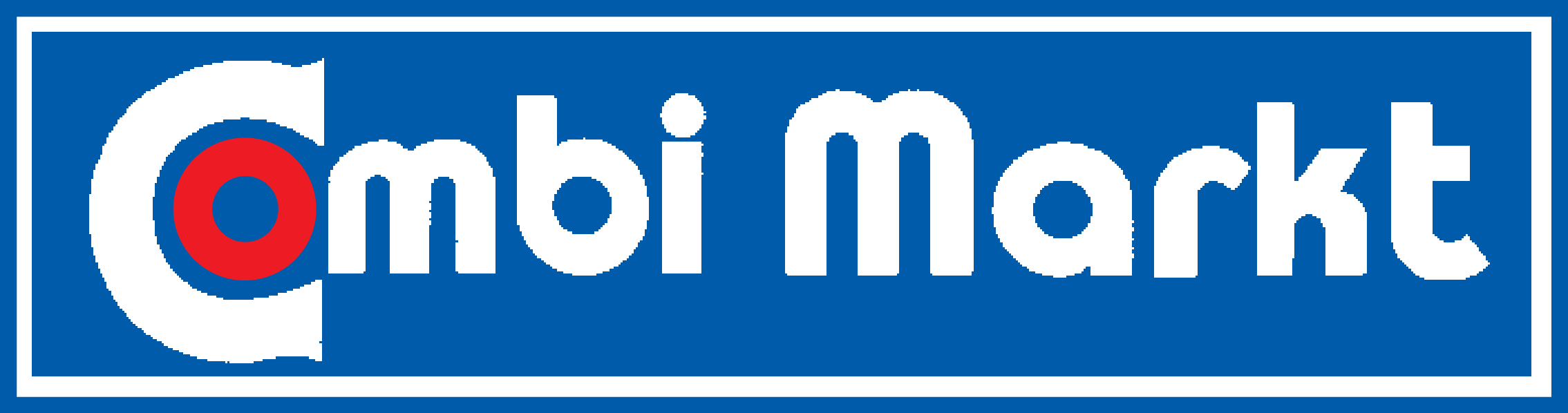
Ehemaliges Logo der Märkte der Tochtergesellschaft von Bremke & Hoerster (bis 2003)

Die Combi-Verbrauchermarkt Einkaufsstätte GmbH & Co. KG ist eine norddeutsche Supermarktkette aus Nortmoor. Sie ist eine Tochtergesellschaft der Bünting-Gruppe aus Leer (Ostfriesland).
Der erste Markt wurde im November 1971 in Esens geöffnet und feierte 2021 sein 50-jähriges Jubiläum.
In 272 Filialen im westlichen Niedersachsen (hauptsächlich in und um Oldenburg), Bremen und im östlichen Nordrhein-Westfalen (hauptsächlich in und um Bielefeld) beschäftigt das Unternehmen etwa 4000 Mitarbeiter. Die Verbrauchermärkte mit Verkaufsflächen zwischen 1500 und 2500 m² liegen meist unmittelbar in Wohngebieten.  Bis einschließlich 2003 existierten 53 weitere Märkte der Bremke & Hoerster GmbH & Co in Nordrhein-Westfalen, über die Tochtergesellschaft Combi Selex Lebensmittel GmbH & Co. KG (sowohl Bünting als auch Bremke & Hoerster betreiben bzw. betrieben auch Warenhäuser der Kette Famila). Trotz eines Übernahmeangebots seitens der Bünting-Gruppe wurden diese Märkte an Rewe Dortmund veräußert.
Zum 1. Februar 2015 übernahm die Bünting-Gruppe alle verbliebenen Coma-Märkte und gliederte sie in Combi ein.
Das Sortiment umfasst die gängigen Artikel eines Supermarktes. Dabei liegt der Schwerpunkt bei Lebensmitteln und Frischeartikeln.

## Supermarkt-Vertriebsformen
- Combi mini: Supermärkte mit einer Verkaufsfläche von 80 bis 200 m²
- Combi to go: Supermärkte mit einer Verkaufsfläche von 150 bis 300 m²
- Combi. Der Nahversorgungsmarkt: Supermärkte mit einer Verkaufsfläche von 350 bis 550 m²
- Combi: Supermärkte mit einer Verkaufsfläche von 800 bis 2000 m²
- Combi XL: Supermärkte mit einer Verkaufsfläche von 2000 bis 5000 m²
- Combi XXL: Hypermärkte mit einer Verkaufsfläche von 5000 bis 15.000 m²
- COMBIback: Bäckereien, die in fast allen Combi-Märkten aufzufinden sind
- Combi Restaurant: Restaurants die es nur in XL- und XXL-Märkten gibt